# Norwegischer Fußballpokal der Männer 2022
Der norwegische Fußballpokal 2022 (kurz auch NM-Cup 2022 genannt) war die 116. Austragung des Fußballpokalwettbewerbs der Männer. Der Wettbewerb begann mit zwei Qualifikationsrunden im März und April und endete am 20. Mai 2023 mit dem Finale. Pokalsieger wurde Brann Bergen. Titelverteidiger war der Molde FK.
Der Pokalsieger erhielt das Startrecht in der 3. Qualifikationsrunde der UEFA Europa Conference League 2023/24.

## Modus und Kalender
Der Wettbewerb begann im März mit der ersten Qualifikationsrunde. An dieser durften alle Vereine der vierten und fünften Spielklasse des norwegischen Fußballverbandes Norges Fotballforbund (NFF) teilnehmen, die ein bestimmtes Leistungsniveau hatten und ein angemessenes Spielfeld besaßen. Die 88 Gewinner spielten im April in einer zweiten Qualifikationsrunde gegeneinander um die Teilnehmer an den Hauptrunden.
Zu den 44 Gewinnern der Qualifikation stießen in der ersten Hauptrunde die 84 Vereine der drei höchsten norwegischen Spielklassen: der Tippeligaen, der 1. Division und der Oddsenligaen. Es folgten noch drei weitere Hauptrunden, das Viertelfinale, das Halbfinale und schließlich im Mai 2023 das Finale. Das Finalspiel findet seit 1948 im Osloer Ullevaal-Stadion statt.
| Runde                  | Datum                      | Spiele | Vereine   | Neueinstiege |
| ---------------------- | -------------------------- | ------ | --------- | ------------ |
| 1. Qualifikationsrunde | 12. bis 29. März 2022      | 88     | 260 → 172 | 176          |
| 2. Qualifikationsrunde | 27. März bis 5. April 2022 | 44     | 172 → 128 | –            |
| 1. Runde               | 18. bis 19. Mai 2022       | 64     | 128 → 64  | 84           |
| 2. Runde               | 22. Juni 2022              | 32     | 64 → 32   | –            |
| 3. Runde               | 29. Juni 2022              | 16     | 32 → 16   | –            |
| 4. Runde               | 11. bis 12. März 2023      | 8      | 16 → 8    | –            |
| Viertelfinale          | 18. bis 19. März 2023      | 4      | 8 → 4     | –            |
| Halbfinale             | 26. April 2023             | 2      | 4 → 2     | –            |
| Finale                 | 20. Mai 2023               | 1      | 2 → 1     | –            |

## 1. Runde
Die Auslosung fand am 7. April 2022 statt.
| Datum      |                    | Ergebnis              |                     |
| ---------- | ------------------ | --------------------- | ------------------- |
| 04.05.2022 | Halsen IF          | 1:4                   | Sandefjord Fotball  |
|            | Eidsvold IF        | 0:7                   | Lillestrøm SK       |
| 11.05.2022 | Sunndal Fotball    | 1:4                   | Kristiansund BK     |
| 18.05.2022 | IK Junkeren        | 2:2 n. V. (4:1 i. E.) | FK Mjølner          |
|            | Råde IL            | 0:1 n. V.             | Fredrikstad FK      |
|            | Ullern IF          | 3:0                   | Asker Fotball       |
|            | Bærum SK           | 1:2 n. V.             | Kvik Halden FK      |
|            | Skjetten SK        | 0:3                   | Ullensaker/Kisa IL  |
|            | Brumunddal Fotball | 2:0 n. V.             | Strømmen IF         |
|            | Pors Grenland      | 2:3                   | Arendal Fotball     |
|            | Os TF              | 6:5 n. V.             | Åsane Fotball       |
|            | Bremnes IL         | 2:5                   | Øygarden FK         |
|            | FBK Voss           | 0:7                   | Brann Bergen        |
|            | SK Træff           | 4:4 n. V. (2:4 i. E.) | SK Vard Haugesund   |
|            | SK Herd            | 0:2                   | Molde FK            |
|            | SK Trygg/Lade      | 1:2                   | Levanger FK         |
|            | Orkla FK           | 3:6                   | IL Stjørdals-Blink  |
|            | Finnsnes IL        | 2:4                   | Tromsdalen UIL      |
|            | Bossekop UL        | 0:2                   | Alta IF             |
|            | Nordstrand IF      | 0:1                   | Frigg Oslo FK       |
|            | Lokomotiv Oslo     | 1:2                   | Eidsvold TF         |
|            | Harstad IL         | 2:1                   | FK Senja            |
|            | FK Gjøvik Lyn      | 1:1 n. V. (4:2 i. E.) | Raufoss IL          |
| 19.05.2022 | SK Sprint-Jeløy    | 2:3                   | Moss FK             |
|            | Oppsal IF          | 0:4                   | Skeid Oslo          |
|            | Gamle Oslo FK      | 0:3                   | KFUM Oslo           |
|            | Lyn Oslo           | 2:3                   | Stabæk Fotball      |
|            | Follo Fotball      | 0:0 n. V. (3:4 i. E.) | Grorud IL           |
|            | Gjelleråsen IF     | 3:4                   | Kjelsås Fotball     |
|            | Lørenskog IF       | 1:2 n. V.             | Kongsvinger IL      |
|            | Elverum Fotball    | 2:1                   | Ottestad IL         |
|            | Furnes Fotball     | 0:7                   | Ham-Kam             |
|            | Kolbu/KK Fotball   | 1:5                   | Vålerenga Oslo      |
|            | Hønefoss BK        | 0:4                   | Strømsgodset IF     |
|            | Åskollen FK        | 2:6                   | Mjøndalen IF        |
|            | Åssiden IF         | 1:2                   | Notodden FK         |
|            | IL Flint           | 2:1 n. V.             | FK Eik Tønsberg     |
|            | Fram Larvik        | 0:0 n. V. (7:6 i. E.) | FK Ørn-Horten       |
|            | IL Hei             | 1:6                   | Odds BK             |
|            | Vindbjart FK       | 0:6                   | Flekkerøy IL        |
|            | Randesund IL       | 0:6                   | Start Kristiansand  |
|            | Sola FK            | 1:3                   | Egersunds IK        |
|            | FK Vidar           | 4:0                   | Staal Jørpeland IL  |
|            | SK Djerv 1919      | 1:3                   | FK Haugesund        |
|            | IL Brodd           | 0:2                   | Bryne FK            |
|            | Vardeneset BK      | 1:4                   | Sandnes Ulf         |
|            | Rosseland BK       | 1:6                   | Viking Stavanger    |
|            | IL Bjarg           | 2:0                   | FK Fyllingsdalen    |
|            | Frøya IL           | 2:2 n. V. (3:5 i. E.) | Fana IL             |
|            | IL Gneist          | 1:3                   | Sotra FK            |
|            | Florø SK           | 0:5                   | Sogndal Fotball     |
|            | Fjøra FK           | 0:3                   | Aalesunds FK        |
|            | Førde IL           | 1:5                   | IL Hødd             |
|            | Spjelkjavik IL     | 0:4                   | Brattvåg IL         |
|            | Dahle IL           | 1:8                   | Ranheim Fotball     |
|            | Byåsen Toppfotball | 1:0                   | Kolstad Fotball     |
|            | Tiller IL          | 0:2                   | Nardo FK            |
|            | Melhus IL          | 1:3                   | Strindheim IL       |
|            | Verdal IL          | 0:6                   | Rosenborg Trondheim |
|            | Rana FK            | 0:4                   | FK Bodø/Glimt       |
|            | Ishavsbyen FK      | 0:8                   | Tromsø IL           |
|            | IL Express         | 0:7                   | FK Jerv             |
|            | IF Fløya           | 1:2                   | Skjervøy IK         |
|            | Østsiden IL        | 0:7                   | Sarpsborg 08 FF     |

## 2. Runde
Die Auslosung fand am 23. Mai 2022 statt.
| Datum      |                    | Ergebnis              |                     |
| ---------- | ------------------ | --------------------- | ------------------- |
| 14.06.2022 | Eidsvold TF        | 3:2                   | Kongsvinger IL      |
| 15.06.2022 | Frigg Oslo FK      | 0:1                   | Skeid Oslo          |
| 21.06.2022 | FK Vidar           | 1:3                   | Bryne FK            |
| 22.06.2022 | Moss FK            | 1:0                   | Sarpsborg 08 FF     |
|            | Elverum Fotball    | 1:3                   | Ham-Kam             |
|            | Kjelsås Fotball    | 1:0                   | Mjøndalen IF        |
|            | IL Flint           | 1:5                   | Sandefjord Fotball  |
|            | Fram Larvik        | 1:2 n. V.             | FK Jerv             |
|            | Notodden FK        | 1:3 n. V.             | Stabæk Fotball      |
|            | Arendal Fotball    | 2:3                   | Start Kristiansand  |
|            | Flekkerøy IL       | 2:3 n. V.             | Odds BK             |
|            | SK Vard Haugesund  | 1:2                   | Viking Stavanger    |
|            | Sotra FK           | w. o.                 | Øygarden FK         |
|            | Os TF              | 1:6                   | Brann Bergen        |
|            | Fana IL            | 0:1                   | FK Haugesund        |
|            | Brattvåg IL        | 2:4                   | Molde FK            |
|            | IL Hødd            | 0:3                   | Aalesunds FK        |
|            | Byåsen Toppfotball | 3:3 n. V. (4:2 i. E.) | IL Stjørdals-Blink  |
|            | Strindheim IL      | 1:3                   | Kristiansund BK     |
|            | Levanger FK        | 1:2 n. V.             | Rosenborg Trondheim |
|            | IK Junkeren        | 1:2                   | Lillestrøm SK       |
|            | Harstad IL         | 0:5                   | FK Bodø/Glimt       |
|            | Skjervøy IK        | 1:4                   | Tromsø IL           |
|            | FK Gjøvik Lyn      | 3:2 n. V.             | Strømsgodset IF     |
|            | Tromsdalen UIL     | 2:0                   | Alta IF             |
|            | Brumunddal Fotball | 3:4                   | Vålerenga Oslo      |
| 23.06.2022 | Kvik Halden FK     | 0:1                   | Fredrikstad FK      |
|            | Ullensaker/Kisa IL | 2:1                   | Grorud IL           |
|            | Ullern IF          | 0:2                   | KFUM Oslo           |
|            | Egersunds IK       | 1:2                   | Sandnes Ulf         |
|            | IL Bjarg           | 1:4                   | Sogndal Fotball     |
|            | Nardo FK           | 0:1                   | Ranheim Fotball     |

## 3. Runde
Die Auslosung fand am 23. Juni 2022 statt.
| Datum      |                    | Ergebnis              |                     |
| ---------- | ------------------ | --------------------- | ------------------- |
| 29.06.2022 | Byåsen Toppfotball | 1:2                   | Sandefjord Fotball  |
|            | Kjelsås Fotball    | 3:3 n. V. (3:4 i. E.) | Skeid Oslo          |
|            | Moss FK            | 0:3                   | Start Kristiansand  |
|            | Sotra FK           | 0:1                   | FK Haugesund        |
|            | Eidsvold TF        | 1:4                   | Molde FK            |
|            | Lillestrøm SK      | 1:0                   | Aalesunds FK        |
|            | FK Gjøvik Lyn      | 0:7                   | Stabæk Fotball      |
|            | Vålerenga Oslo     | 0:1                   | FK Bodø/Glimt       |
| 30.06.2022 | KFUM Oslo          | 1:1 n. V. (4:5 i. E.) | Sogndal Fotball     |
|            | Sandnes Ulf        | 0:2                   | Rosenborg Trondheim |
|            | Ullensaker/Kisa IL | 0:2                   | Ranheim Fotball     |
|            | Brann Bergen       | 6:0                   | Fredrikstad FK      |
| 10.08.2022 | FK Jerv            | 2:3 n. V.             | Odds BK             |
| 17.08.2022 | Ham-Kam            | 0:0 n. V. (5:6 i. E.) | Tromsø IL           |
| 28.09.2022 | Tromsdalen UIL     | 0:1                   | Bryne FK            |
| 12.10.2022 | Viking Stavanger   | 1:0 n. V.             | Kristiansund BK     |

## Achtelfinale
Die Auslosung fand am 24. August 2022 statt.
| Datum      |                    | Ergebnis              |                     |
| ---------- | ------------------ | --------------------- | ------------------- |
| 05.03.2023 | Ranheim Fotball    | 0:4                   | FK Bodø/Glimt       |
| 12.03.2023 | Brann Bergen       | 3:1                   | FK Haugesund        |
|            | Skeid Oslo         | 1:3                   | Molde FK            |
|            | Stabæk Fotball     | 5:0                   | Bryne FK            |
|            | Sandefjord Fotball | 4:1                   | Odds BK             |
|            | Start Kristiansand | 1:1 n. V. (4:5 i. E.) | Tromsø IL           |
|            | Sogndal Fotball    | 1:2                   | Lillestrøm SK       |
|            | Viking Stavanger   | 2:0                   | Rosenborg Trondheim |

## Viertelfinale
Die Auslosung fand am 19. Januar 2023 statt. Im Anschluss wurde auch das Halbfinale ausgelost.
| Datum      |                | Ergebnis              |                    |
| ---------- | -------------- | --------------------- | ------------------ |
| 18.03.2023 | Stabæk Fotball | 1:1 n. V. (9:8 i. E.) | Molde FK           |
|            | FK Bodø/Glimt  | 5:3                   | Viking Stavanger   |
| 19.03.2023 | Tromsø IL      | 2:3 n. V.             | Lillestrøm SK      |
|            | Brann Bergen   | 3:0                   | Sandefjord Fotball |

## Halbfinale
| Datum      |                | Ergebnis |               |
| ---------- | -------------- | -------- | ------------- |
| 26.04.2023 | Stabæk Fotball | 0:2      | Brann Bergen  |
|            | Lillestrøm SK  | 1:0      | FK Bodø/Glimt |

## Finale
| Brann Bergen                                              | Brann Bergen | Lillestrøm SK | Lillestrøm SK |
| --------------------------------------------------------- | --- | --- | ------------- |
| Brann Bergen                                              | \| Finale \| \| 20. Mai 2023 um 16:00 Uhr MESZ in Oslo (Ullevaal-Stadion) \| \| Ergebnis: 2:0 (1:0) \| \| Zuschauer: 25.532 \| \| Schiedsrichter: Tore Hansen \| \| Spielbericht \| | \| Finale \| \| 20. Mai 2023 um 16:00 Uhr MESZ in Oslo (Ullevaal-Stadion) \| \| Ergebnis: 2:0 (1:0) \| \| Zuschauer: 25.532 \| \| Schiedsrichter: Tore Hansen \| \| Spielbericht \| | Lillestrøm SK |
| Brann Bergen                                              | Mathias Dyngeland – Svenn Crone, Japhet Sery Larsen, Ruben Kristiansen (77. Fredrik Pallesen Knudsen), David Møller Wolfe – Mathias Rasmussen, Sivert Heltne Nilsen , Felix Horn Myhre – Ole Didrik Blomberg (90.+3' Thore Baardsen Pedersen), Bård Finne (90.+2' Niklas Castro), Frederik Børsting (77. Niklas Wassberg) Cheftrainer: Eirik Horneland | Mads Hedenstad – Ruben Gabrielsen, Espen Garnås (70. Kristoffer Tønnessen), Vetle Skjærvik – Vebjørn Hoff – Lars Ranger (28. Eskil Edh), Ylldren Ibrahimaj (70. Magnus Knudsen), Gjermund Åsen , Vetle Dragsnes (79. Andreas Vindheim) – Akor Adams, Thomas Lehne Olsen Cheftrainer: Geir Bakke | Lillestrøm SK |
| Brann Bergen                                              | 1:0 Ole Didrik Blomberg (16.) 2:0 Bård Finne (62.) | | Lillestrøm SK |
| Brann Bergen                                              | Lars Ranger (17.), Andreas Vindheim (83.) | | Lillestrøm SK |
| Finale                                                    | | |               |
| 20. Mai 2023 um 16:00 Uhr MESZ in Oslo (Ullevaal-Stadion) | | |               |
| Ergebnis: 2:0 (1:0)                                       | | |               |
| Zuschauer: 25.532                                         | | |               |
| Schiedsrichter: Tore Hansen                               | | |               |
| Spielbericht                                              | | |               |